# Рубці
Рубці́ — село в Україні, в Лиманській міській територіальній громаді Донецької області. До повномасштабного вторгнення в Рубцях жили 1100 людей, станом на 2023 рік — 387 жителів.

## Історія
Історична назва - Слобода Рубцева. По публікаціям археєпископа Філарета (Гумілевського), церковного історика Слобідської України, церква в Слободі згадується близко 1738 р.. У Слободі Рубцева була церковна-приходська школа, народне училище і бібліотека. В основном рубчани займалися землеробством. В селі не було кріпацтва і слобожани були приписані до міністерства державного майна.

## Населення

### Мова
Розподіл населення за рідною мовою за даними перепису 2001 року:
| Мова            | Кількість | Відсоток |
| --------------- | --------- | -------- |
| українська      | 1241      | 86.42%   |
| російська       | 186       | 12.95%   |
| білоруська      | 1         | 0.07%    |
| інші/не вказали | 8         | 0.56%    |
| Усього          | 1436      | 100%     |

## Люди
У селі народилися:
- Кохан Кузьма Федорович (1913—2007) — український живописець.
- Лупейко Віктор Юхимович (1929—2010) — український письменник, поет. Заслужений вчитель України, лауреат Премії Василя Юхимовича.